# Пибоди (Массачусетс)
Пибоди (англ. Peabody) — город в округе Эссекс штата Массачусетс, США. Расположен в регионе Норт-Шор.

## География
Площадь города составляет 43,5 км², из которых 1,5 км² приходится на открытые водные пространства. На территории города находится несколько крупных прудов. В плане город имеет клиновидную форму, его центр находится в широкой юго-восточной части.

## История и экономика
Первые хозяйства европейских переселенцев появились здесь в 1626 году. В 1752 году община была отделена от Салема и стала частью Дэнверса, ставшего в 1757 году отдельным городом. В 1855 году (уже в независимых США) община была отделена от Дэнверса и стала называться Южным Дэнверсом. Своё название поселение получило 30 апреля 1868 года в честь известного мецената Джорджа Пибоди. В 1916 году оно было инкорпорировано со статусом города. Ещё в 1852 году здесь был основан институт Пибоди, в 1909 году при нём появилась крупная библиотека. В 1915 году в городе случился крупный пожар.
Изначально основой экономики поселения было сельское хозяйство, так как сильное течение реки привлекало сюда поселенцев, строивших водяные мельницы. В конце XIX века Пибоди превратился в крупный центр кожевенной промышленности, оставаясь таковым до второй половины XX века. В начале XX века в городе массово производились ботинки, перчатки, мыло и клей, также были развиты грузоперевозки. Ныне большинство кожевенных фабрик закрыты; в своё время это нанесло серьёзный удар по городской экономике. С середины XX века в городе развиваются автомобильная и медицинская промышленность. Западная часть современного Пибоди до 1950-х годов представляла собой в основном сельхозугодья, но затем стала застраиваться элитным жильём.
К числу достопримечательностей города относятся дом Джорджа Пибоди, который жил здесь с 1823 по 1828 год, старое военное кладбище, памятник павшим в битве при Лексингтоне, установленный в 1835 году, и памятник погибшим в Гражданской войне, установленный в 1881 году.

## Население
По данным переписи 2012 года, население города составляло 51867 человек, проживающих в городе. Средняя плотность населения составляла 1133,1 человека/км². Насчитывалось 18898 единиц жилья. Расовый состав города был следующим: белые — 87 %, чернокожие — 1,5 %, азиаты — 2,4 %, представители других рас — 1,83 %, представители двух и более рас — 1,2 %, латиноамериканцы (любой расы) — 8 %.
Насчитывалось 18581 домохозяйств, из которых 29,7 % имели детей в возрасте до 18 лет, проживающих с ними, 55,9 % были супружескими парами, живущими вместе, 10,4 % семей представляли собой женщину — главу семьи без мужа, 30,1 % не являлись семьями. 25,4 % всех домохозяйств состояли из отдельных лиц и 12,2 % из них представляли собой одиноких людей в возрасте 65 лет и старше.
22,3 % населения города было в возрасте до 18 лет, 6,2 % в возрасте от 18 до 24 лет, 29,4 % в возрасте от 25 до 44 лет, 24,7 % в возрасте от 45 до 64 лет и 17,4 % — в возрасте 65 лет и старше. Средний возраст жителя составлял 40,5 года. На каждые 100 женщин приходилось 91,9 мужчины. На каждые 100 женщин в возрасте 18 лет и старше приходилось 88,7 мужчины.
Средний доход домохозяйства в городе составил 54829 долларов, средний доход семьи — 65483 долларов. Мужчины имели средний доход 44192 долларов, женщины — 32152 долларов. Средний доход на душу населения в городе составил 24827 долларов. 3,7 % семей и 5,3 % населения жили за чертой бедности, в том числе 5,4 % в возрасте до 18 лет и 7,4 % в возрасте 65 лет и старше.
Журнал Forbes в апреле 2009 года поставил Пибоди на 14-е место среди лучших для жизни городов в Соединённых Штатах.